# Laz (Alvinc község)
Laz falu Romániában, Erdélyben, Fehér megyében. Közigazgatásilag Alvinc községhez tartozik.

## Fekvése
Borsómező közelében fekvő település.

## története
Laz korábban Borsómező része volt, 1956 körül vált külön 84 lakossal.
1966-ban 59 lakosából 58 román volt. 1977-ben 46, 1992-ben 23, 2002-ben pedig 13 román lakosa volt.